# Щербак Ігор Олександрович
Ігор Олександрович Щербак (9 червня 1943 — 15 листопада 2002) — український радянський легкоатлет, який спеціалізувався у бігу на довгі дистанції та марафонському бігу, учасник Олімпійських ігор (1972), призер чемпіонатів СРСР, рекордсмен УРСР та України з бігу на 20000 метрів, годинного та марафонського бігу. Майстер спорту СРСР міжнародного класу. Тренувався у Г. І. Рєпіна.

## Біографія
Народився 9 червня 1943 у Полтаві. Після закінчення середньої школи працював фрезерувальником на заводі. У 1960 вступив до Житомирського радіотехнічного училища військ ППО СРСР.
Заняття легкою атлетикою розпочав в училищі, брав участь у першості училища, де відразу ж заявив про себе, як про перспективний бігун. Ставав призером першості Київського військового округу з кросу.
У 1966 був переведений по службі з Житомира до Харкова, де став тренуватись у Г. І. Рєпіна та досяг високого результату в бігу на 800 метрів (1.47,8). Але він не давав можливості потрапити до збірної СРСР, оскільки на той час в країні було достатньо багато спортсменів з більш високими результатами. Разом з тренером приймається рішення збільшити обсяги та інтенсивність тренувальних навантажень. Крім цього, під час навчально-тренувальних зборів Ігор консультується у корифеїв радянського бігу на витривалість — Володимира Куца та Феодосія Ваніна. Важкі, виснажливі тренування далися взнаки. У 1968 став майстром спорту СРСР. Неодноразово ставав переможцем легкоатлетичних першостей КВО, переможцем і призером загальноукраїнських першостей військ ППО та легкоатлетичних чемпіонатів Збройних сил СРСР. Регулярно потрапляв до десятки найсильніших фіналістів щорічного Загальносоюзного кросу на призи газети «Правда».
30 травня 1970 виграв змагання з бігу на 20000 метрів стадіоном, що проводились у Москві з результатом 1:00.11,8h. Під час бігу дистанцією також  фіксувались результати учасників у годинному бігу. Результат Ігоря Щербака був 19929 м. Обидва результати стали новими національними рекордами України та досі залишаються неперевершеними. Ці рекордні результати є найстаршими чинними рекордами України серед усіх дисциплін, в яких фіксуються національні рекорди.
28 квітня 1972 в Ужгороді виграв Кубок СРСР з марафонського бігу з результатом 2:13.16,2, встановивши новий рекорд СРСР (це був третій результат в світі на той час), виконав норматив майстра спорту СРСР міжнародного класу та виборов право захищати честь країни на Олімпійських іграх в Мюнхені. На площі біля стадіону «Авангард» в Ужгороді споруджено пам'ятник марафонцям-переможцям Ужгородського марафону, з висіченим на ньому навічно прізвищем Ігоря Щербака. Нескінченні контрольні старти та прикидки тривали впродовж 1972 практично до від'їзду на Олімпіаду (включаючи союзний чемпіонат з марафонського бігу, на якому Щербак був третім, за два місяці до олімпійського старту), і в Мюнхені наші марафонці показали низькі результати (Щербак був 35-м на фініші олімпійського марафону).
Після Мюнхена і до Московської Олімпіади Ігор продовжував посилено тренуватися, але травми заважали вийти в марафоні на міжнародний рівень. Продовжував служити в армії, тренуватися та брати участь у змаганнях. У 1973 був четвертим на радянському чемпіонаті з марафонського бігу.
У 1987 закінчив заочно Харківський державний педагогічний інститут.
Відслуживши в армії 25 років, звільнився в запас у званні майора. Працював головою ДТСААФ Московського району Харкова. За його ініціативи та безпосередньоїю участі в школах району було встановлено стенди з портретами земляків, загиблих у війні в Афганістані.
Маючи прямий, безкомпромісний характер, часто потрапляв в стресові ситуації і як результат — перший інфаркт. Ставши на ноги після інфаркту, продовжував жити та активно працювати. Після другого інфаркту допомогти могла тільки дорога операція в закордонній клініці, на яку в Ігоря Щербака не було коштів. Пенсії радянського офіцера ледь вистачало на харчування, але Ігор не здавався і боровся за життя до кінця.
Помер 15 листопада 2002 після важкої та тривалої хвороби.